# Sonnenschein (Schiff, 1928)
Die Sonnenschein ist ein ehemaliges deutsches Fahrgastschiff.

## Geschichte
Das Schiff wurde als La Paloma 1928 in Fürstenberg auf der Ziethmannschen Werft unter der Baunummer 21 gebaut. Der erste Besitzer war Otto Bathke in Berlin. 1932 ging es in die Hände von Albertine Wickler in Halle an der Saale über und wurde auf den Namen Schwan getauft. 1935 kehrte es nach Berlin zurück, nun unter dem Namen Lusitania (oder Lustiania). Eigner war nun H. Grundmann. Bereits im Jahr darauf wurde das Schiff nach Brandenburg verkauft, wo es unter dem neuen Eigner Hermann Antick den Namen Sonnenschein II erhielt. 1940 erfolgte ein Umbau des Schiffes auf der Schiffswerft Wiemann.

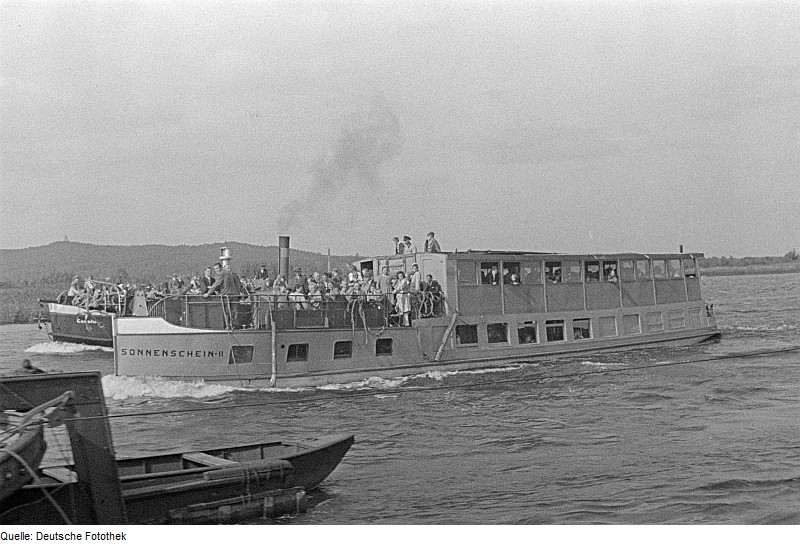
1946 als Sonnenschein II

Ab 1957 gehörte das Schiff dem VEB Weiße Flotte in Brandenburg, 1969 ging es in den Besitz des Rates der Stadt in Rathenow über und wurde umgetauft. Seitdem trägt es den Namen Sonnenschein.
1975 wurde das Schiff komplett neu aufgebaut. Ab 1978 hatte die Sonnenschein ihren Liegeplatz am Rathenower Haveltorkino und wurde von dort aus für Rundfahrten genutzt.
1990 kaufte die Reederei Bolz in Stechow das Schiff. Anlässlich der Bundesgartenschau 2015 wurde das Schiff aufgefrischt und erhielt unter anderem einen neuen Anstrich und ein neues Kühlsystem für die Zapfanlage. Schiffseigner Bernd Bolz zog damals auch die Havelland heran, um den Gartenschaubesuchern kleine Stadtrundfahrten mit zwei Schleusungen anzubieten.
Bernd Bolz sah sich im Jahr 2017 gezwungen, das Schiff zu verkaufen, nachdem bei einer routinemäßigen Überprüfung ein hoher Reparaturbedarf festgestellt worden war. Er rechnete damals bereits mit der Verschrottung des Schiffes und die langjährige Schiffsführerin Steffi Reichert hatte sich für diesen Fall schon das Steuerrad der Sonnenschein reserviert. Aber das Schiff fand mit der Havelboot Grütz GmbH noch einmal eine Käuferin und wurde in die Marina von Grütz verlegt. Claudia Mund, die Geschäftsführerin, wollte die Sonnenschein dort als schwimmendes Restaurant nutzen, scheiterte aber am Genehmigungsverfahren und gab schließlich auf. Im Jahr 2020 wurden das Gelände, auf dem sich die Marina, einige Ferienwohnungen und andere Liegenschaften befanden, sowie das Schiff versteigert. Der Käufer, ein Investor aus Leipzig, zahlte für beide Objekte jeweils den Mindestpreis – für die Sonnenschein waren das 39.000 Euro. 2021 legte der Investor seine Pläne für den Bau einer Ferienkolonie auf dem Gelände der Marina vor. Das Schiff Sonnenschein fand darin keine Erwähnung.